# Liste von Dateinamenserweiterungen/L
In dieser Liste sind übliche Dateinamenserweiterungen aufgelistet, die in einigen Betriebssystemen zur Unterscheidung von Dateiformaten verwendet werden. In anderen Betriebssystemen erfolgt die Dateitypenidentifikation hauptsächlich über den Dateivorspann und bei E-Mail-Anhängen hat der MIME-Type eine größere Bedeutung als die Dateinamenserweiterung. Systeme, die nach den beiden letztgenannten Vorgehensweisen verfahren, ignorieren die Erweiterung meist vollständig. 
| Dateinamenserweiterung | MIME-Typ                                                     | Vollständiger Name                         | Bemerkungen, Verwendung |
| ---------------------- | ------------------------------------------------------------ | ------------------------------------------ | --- |
| .l                     |                                                              | Linker directive Datei                     | WATCOM wlink |
| .l                     |                                                              | Lex                                        | Lex source code |
| .l                     |                                                              | Lisp                                       | LISP source code |
| .lab                   |                                                              | Datafile                                   | NCSS-SOLO |
| .lab                   |                                                              | Label-Datei                                | Visual dBase |
| .lab                   |                                                              | Mailing labels                             | Microsoft Excel |
| .lan                   |                                                              | LAN driver                                 | Novell NetWare Loadable module |
| .lay                   |                                                              | Clipart-Datei                              | Printmaster Gold |
| .lay                   |                                                              | Word Chart layout                          | APPLAUSE |
| .lbg                   |                                                              | Label generator data                       | dBase IV |
| .lbk                   |                                                              | PlotMaker Layoutbuch-Datei                 | ArchiCAD |
| .lbl                   |                                                              | Label                                      | Clipper 5 |
| .lbl                   |                                                              | Label                                      | dBase IV |
| .lbl                   |                                                              | Label                                      | dBFast |
| .lbm                   | audio/x-liveaudio                                            | Interleaved Bitmap (ILBM)                  | Bilddatei, siehe auch IFF |
| .lbo                   |                                                              | Compiled label                             | dBase IV |
| .lbo                   |                                                              | MWM-Libero-Projekt                         | MWM-Libero (Anwendung zur Mengenermittlung nach REB 23.003, siehe MWM-Libero)                                                      |
| .lbr                   |                                                              | LBR-Archiv (LU)                            | komprimiertes Dateiarchiv |
| .lbr                   |                                                              | Display driver                             | Lotus 1-2-3-Treiber |
| .lbr                   |                                                              | Device library                             | Cadsoft EAGLE |
| .lbt                   |                                                              | Labels                                     | Microsoft FoxPro |
| .lbx                   |                                                              | Labels                                     | Microsoft FoxPro |
| .lca                   |                                                              | LABCAR Assistant-Datei                     | LABCAR-OPERATOR Projekt von ETAS                                                                                                   |
| .lcf                   |                                                              | Library Container File                     | ArchiCAD |
| .lcf                   |                                                              | Linker control-Datei                       | Norton Guides compiler |
| .lck                   |                                                              | Lockfile                                   | Paradox |
| .lcl                   |                                                              | Datafile                                   | FTP |
| .lcp                   |                                                              | LAPI Configuration Project                 | LAPI-Homepage |
| .lcn                   |                                                              | Lection document                           | WordPerfect für Windows |
| .lcs                   |                                                              | Data History Datei                         | ACT! |
| .lcw                   |                                                              | Spreadsheet                                | Lucid 3-D |
| .ld                    |                                                              | Long distance area codes                   | Telix |
| .ld1                   |                                                              | Overlay-Datei                              | dBase |
| .ldb                   |                                                              | Lock-Datei                                 | Microsoft Access |
| .ldf                   |                                                              | Library definition-Datei                   | Geoworks Glue |
| .ldf                   |                                                              | Log Data File                              | Protokoll-Datei für Datenbank-Transaktionen des Microsoft SQL Server                                                               |
| .ldf                   |                                                              | LIN Description File                       | Beschreibungsdatei eines LIN-Busses                                                                                                |
| .ldi                   |                                                              | LAN driver description file                | benötigt für .lan LAN driver von Novell NetWare                                                                                    |
| .ldif                  |                                                              | Adressenverzeichnis                        | Microsoft, Netscape and others |
| .ldl                   |                                                              | Library                                    | Corel Paradox |
| .lef                   |                                                              | LEN Exchange Format                        | Schwimmsportdaten |
| .leg                   |                                                              | Legacy document                            | – |
| .les                   |                                                              | System game profiles                       | Entertainment |
| .lev                   |                                                              | Level-Datei                                | NetHack 3.x, Elasto Mania |
| .lex                   |                                                              | Dictionary-Datei                           | Generic |
| .lfd                   |                                                              | Data resource-Datei                        | LucasArts Dark Forces |
| .lfg                   |                                                              | lexical-functional grammar                 | Grammatik-Datei, Xerox Linguistic Environment                                                                                      |
| .lfp                   |                                                              | LaserForms Plus-Datei                      | Evergreen |
| .lft                   |                                                              | Laser printer font                         | ChiWriter |
| .lft                   |                                                              | Loft-Datei                                 | 3-D Studios |
| .lg                    |                                                              | Logo procedure definition                  | LSRHS-Logo |
| .lgc                   |                                                              | Application log-Datei                      | – |
| .lgd                   |                                                              | Application log-Datei                      | – |
| .lgo                   |                                                              | Header and footer logo                     | SuperFax |
| .lgo                   |                                                              | Lego-Modell-Datei                          | Lego Digital Designer |
| .lgo                   |                                                              | Logo Datei                                 | PaintBrush |
| .lgo                   |                                                              | Startup logo                               | Microsoft Windows 3.x-9.x |
| .lha                   | application/lha, application/octet-stream, application/x-lha | LHA/LHARC                                  | komprimiertes Dateiarchiv |
| .lhs                   |                                                              | Literate Haskell File                      | Haskell Quellcode im Literate Format                                                                                               |
| .lhw                   |                                                              | LHWARP                                     | komprimiertes Dateiarchiv (Amiga)                                                                                                  |
| .lib                   |                                                              | Library                                    | Programmbibliothek (DOS, Windows, OS/2)                                                                                            |
| .library               |                                                              | Library                                    | Programmbibliothek (Amiga) |
| .lif                   |                                                              | –                                          | komprimiertes Dateiarchiv |
| .lif                   |                                                              | Logical Interchange data                   | Hewlett-Packard |
| .lim                   |                                                              | LIMIT                                      | komprimiertes Dateiarchiv |
| .lin                   |                                                              | Interactive music sequencing data          | Electronic Arts |
| .lin                   |                                                              | Line type-Datei                            | DataCad |
| .lis                   | text/plain                                                   | Listing                                    | VAX |
| .lis                   |                                                              | SQL-Report                                 | – |
| .lit                   |                                                              | (Literature)                               | HTML-basiertes Dokumentformat von Microsoft für elektronische Bücher für den Microsoft Reader                                      |
| .lix                   |                                                              | Logos library system-Datei                 | – |
| .lip                   |                                                              | Lippenbewegungen                           | Oblivion, beschreibt die zu einer Sprachaufnahme passenden Lippenbewegungen                                                        |
| .lj                    |                                                              | Textdatei                                  | Hewlett-Packard LaseJet II printer                                                                                                 |
| .lk                    |                                                              | Database-Datei                             | OpenSight-16 bit |
| .lko                   |                                                              | Linked object                              | Microsoft Outlook Express Junkmail-Datei                                                                                           |
| .ll3                   |                                                              | Document-Datei                             | LapLink III |
| .llx                   |                                                              | Exchange agent                             | Laplink |
| .lnk                   |                                                              | Datafile                                   | Revelation |
| .lnk                   |                                                              | Linker response-Datei                      | RTLink |
| .lnk                   |                                                              | Link                                       | (symbolische) Dateiverknüpfung in Windows                                                                                          |
| .load                  |                                                              | z/OS Load-Library                          | Bibliothek mit ausführbaren Programmen                                                                                             |
| .loc                   |                                                              | Locations                                  | Waypoint-Datei |
| .lock                  |                                                              | Lock                                       | Lock-Datei, verhindert das gleichzeitige Schreiben einer Ressource durch mehrere Prozesse                                          |
| .lod                   |                                                              | Load-Datei                                 | – |
| .log                   | text/x-log                                                   | Log                                        | Protokolldatei, in welcher ein Programm oder der Kernel Informationen über verschiedene Ereignisse Menschenlesbar festhält         |
| .log                   |                                                              | Log-Datei                                  | einfache Textdateien, in der ein (Windows-)Programm Informationen über Aktionen protokolliert (kritische Vorgänge, Abstürze o. ä.) |
| .log                   | text/plain                                                   | Logo-Quelltext-Datei                       | Quelltextdateien der Programmiersprache Logo                                                                                       |
| .logo                  |                                                              | Combined Logo Mask                         | Datei bei TV Aufnahmen im Vista MediaCenter                                                                                        |
| .lok                   |                                                              | komprimiert                                | FileWrangler |
| .lol                   |                                                              | Lolcode                                    | Quellcode zu der esoterischen Programmiersprache LOLCODE                                                                           |
| .lp                    |                                                              | –                                          | DesertDocs |
| .lpc                   |                                                              | Druckertreiber                             | TEKO |
| .lpd                   |                                                              | Helix Nuts and Bolts-Datei                 | – |
| .lpd                   |                                                              | LabelPro-Datei                             | Graphik-Datei (Avery-Zweckform LabelPro 2.0-3.0)                                                                                   |
| .lpd                   |                                                              | LECTURNITY Player-Datei                    | Player für E-Learning-Inhalte |
| .lpd                   |                                                              | Lösomat Prüfplatz Dokument                 | - |
| .lpi                   |                                                              | Informationsdatei für Laserdrucker         | Verwendung in einigen Scanner-Tools                                                                                                |
| .lpj                   |                                                              | PASSOLO-Projektdatei                       | ASCII (bis PASSOLO 5) |
| .lps                   |                                                              | LupoScan                                   | 3D-Laserscandatenformat |
| .lpu                   |                                                              | PASSOLO-Projektdatei                       | Unicode |
| .lpz                   |                                                              | Lösomat Prüfplatz Zertifikat               | |
| .lrc                   |                                                              | Video phone-Datei                          | Intel |
| .lrf                   |                                                              | Linker response-Datei                      | Microsoft C++ sowie Microsoft C |
| .lrs                   |                                                              | Language resource-Datei                    | WordPerfect für Windows |
| .lsf                   |                                                              | Logos library system-Datei                 | – |
| .lsl                   |                                                              | Saved library                              | Corel Paradox |
| .lsl                   |                                                              | Script library                             | Lotus |
| .lso                   |                                                              | Logic Audio Song/-Dokument                 | Arbeitsdatei für (früher Emagics, jetzt Apple) Logic Audio bzw. Logic Pro                                                          |
| .lsp                   | application/x-lisp, text/x-script.lisp                       | LISP                                       | AutoLISP, CommonLISP, und andere                                                                                                   |
| .lss                   |                                                              | Tabellenkalkulation                        | Legato |
| .lst                   |                                                              | Keyboard macro                             | 1st Reader |
| .lst                   | text/plain                                                   | List-Datei                                 | Generic |
| .lst                   |                                                              | Spool-Datei                                | Oracle |
| .ltm                   |                                                              | Form                                       | Lotus Forms |
| .lu                    |                                                              | Library unit-Datei                         | ThoughtWing |
| .lua                   |                                                              | Lua-Dateiendung                            | Scripting |
| .lvl                   |                                                              | Miner Descent/D2 Level extension           | Parallax Software |
| .lwd                   |                                                              | Textdokument                               | LotusWorks |
| .lwf                   |                                                              | LuraWave Format                            | Wavelet Grafik-Datei von Luratech                                                                                                  |
| .lwlo                  |                                                              | Layered Object-Datei                       | Lightwave |
| .lwob                  |                                                              | Object-Datei                               | Lightwave |
| .lwp                   |                                                              | Lotus Word Pro (Teil der Lotus SmartSuite) | Textdokument |
| .lwsc                  |                                                              | Scene-Datei                                | Lightwave |
| .lwz                   |                                                              | Linguistically enhanced sound              | Microsoft |
| .lxf                   |                                                              | Lego-Digital-Designer-Datei                | Datei, die Lego Baupläne beinhaltet.                                                                                               |
| .lxf                   |                                                              | LEN Exchange Format                        | Schwimmsportdaten |
| .ly                    |                                                              | LilyPond-Datei                             | ASCII-Datei, die von LilyPond in Notengrafik umgewandelt werden kann.                                                              |
| .lyr                   |                                                              | Layer-Datei                                | DataCAD |
| .lyx                   |                                                              | LyX-Datei                                  | Dateiformat des Textverarbeitungsprogramms LyX                                                                                     |
| .lzd                   |                                                              | Difference-Datei für Binarys               | Ldiff 1.20 |
| .lzh                   | application/octet-stream, application/x-lzh                  | LH ARC                                     | komprimiertes Dateiarchiv |
| .lzma                  | application/x-lzma                                           |                                            | komprimiertes Dateiarchiv |
| .lzs                   |                                                              | LARC                                       | komprimiertes Dateiarchiv |
| .lzs                   |                                                              | Data-Datei                                 | Skyroads |
| .lzw                   |                                                              | LHWARP                                     | komprimiertes Dateiarchiv (Amiga)                                                                                                  |
| .lzx                   | application/lzx, application/octet-stream, application/x-lzx | –                                          | komprimiertes Dateiarchiv |